# Caryocar dentatum
Caryocar dentatum är en tvåhjärtbladig växtart som beskrevs av Henry Allan Gleason. Caryocar dentatum ingår i släktet Caryocar och familjen Caryocaraceae. Inga underarter finns listade i Catalogue of Life.